# Хаглунд, Карл
Ка́рл Хри́стоффер «Ка́лле» Ха́глунд (фин. Carl Christoffer ”Calle” Haglund; род. 29 марта 1979, Эспоо, Финляндия) — финский политик. Депутат Европарламента (2009—2012), председатель Шведской народной партии Финляндии (2012—2016), министр обороны Финляндии (2012—2015). Депутат Парламента Финляндии (2015—2016).

## Биография
Родился 29 марта 1979 года в городе Эспоо в Финляндии.
Имеет высшее экономическое образование.
С 2009 по 5 июля 2012 года — депутат Европарламента от Финляндии.
В апреле 2012 года заявил о своём намерении баллотироваться на пост председателя Шведской народной партии на съезде в Коккола и 10 июня 2012 года, на прошедшем 9—10 июня съезде партии, опередив (144 голосами против 106) Анну-Майю Хенрикссон, был избран новым лидером партии. В связи с этим избранием были объявлено о замене Хаглундом предыдущего председателя партии, Стефана Валлина, на посту министра обороны Финляндии.
5 июля 2012 года принёс присягу и вступил в должность министра обороны Финляндии, высказав удовлетворение существующей формулировкой правительственной программы, в соответствии с которой Финляндия сохраняет за собой опцию на вступление в НАТО, но не собирается подавать заявки на получение членства в течение текущего правительственного срока. Лично, как министр, предпочитает развитие северного сотрудничества.
В июне 2013 года на очередном партийном съезде был переизбран председателем Шведской народной партии. В июне 2015 года был переизбран снова, но в 2016 году заявил о намерении оставить пост партийного лидера и сконцентрироваться на семье и деятельности в парламенте. По словам Хаглунда, он потерял веру в рациональную политику.
В июне Хаглунд объявил, что покидает парламент и переходит на должность заместителя исполнительного директора крупной биоэнергетической компании Sunshine Kaidi New Energy Group и будет отвечать за инвестиционную стратегию компании в Европе. Свои полномочия члена финского парламента Хаглунд сложил 31 июля 2016 года.

## Семья
Женат. Имеет двоих детей.